# Aeroportul Ardabil
Aeroportul Ardabil (IATA: ADU, ICAO: OITL) este un aeroport din Ardabil, Central District⁠(d), Ardabil County⁠(d), Provincia Ardabil, Iran ce deservește zona Ardabil. Aeroportul a fost tranzitat în 2012 de 261.144 de pasageri.
Situat la o altitudine de 1.315 m, aeroportul dispune de 2 piste. Este operat de Iranian Airports Holding Company⁠(d).

## Infrastructură

### Piste
Aeroportul dispune de 2 piste. Pista are orientarea 15/33.Pista are orientarea 07/25.